# Maurício (filho de Mundo)

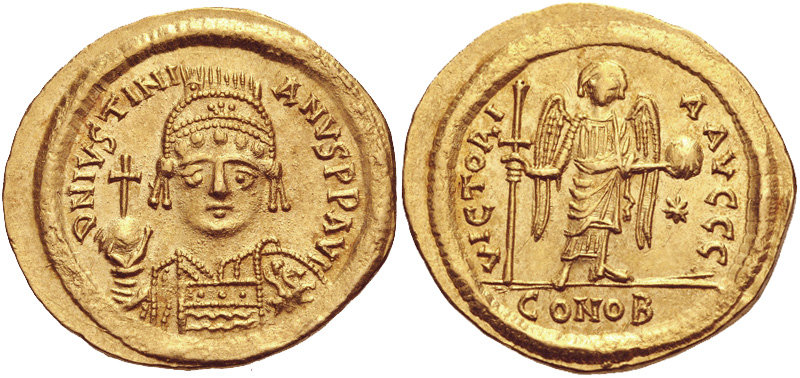
Soldo de Justiniano r.

Maurício (em latim: Mauricius) foi um oficial bizantino de origem gépida, ativo sob o imperador Justiniano (r. 527–565). Era filho de Mundo e pai de Teodimundo e uma filha de nome incerto que se casou com Arudo dos hérulos. Foi citado pela primeira vez em 529, quando acompanhou seu pai para Constantinopla, onde recebeu muitos presentes do imperador.
Em janeiro de 532, estava na capital imperial e comandou tropas no massacre no Hipódromo que encerrou a Revolta de Nica. Entre 535-536, foi nomeado como mestre dos soldados, embora talvez fosse um título honorífico. Provavelmente acompanhou seu pai na expedição para recapturar Salona em 535. Em 536, encontrou-se com um exército ostrogótico liderado por Asinário e Gripas perto da cidade, onde morreria em combate.